# Noka Serdarušić

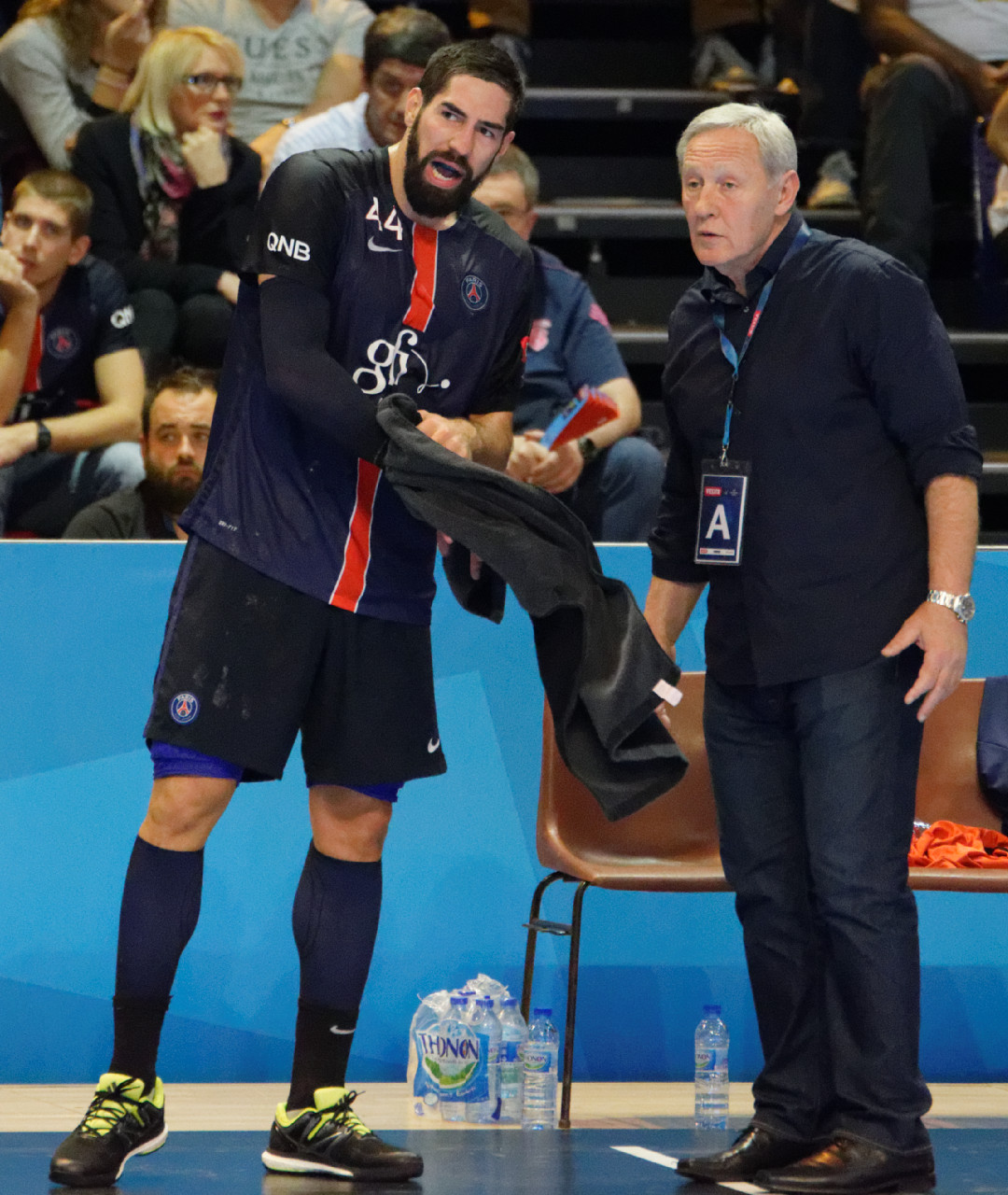
Nikola Karabatić och Noka Serdarušić i Paris Saint-Germain HB, 2015.

Zvonimir "Noka" Serdarušić, född 2 september 1950 i Mostar i Bosnien och Hercegovina (dåvarande Jugoslavien), är en kroatisk, och sedan 1998 även tysk, handbollstränare och tidigare jugoslavisk handbollsspelare. Serdarušić är mest känd för att ha bidragit till att göra THW Kiel till ett världslag under sin 15-åriga sejour som huvudtränare, 1993–2008.
Under hösten 2010 avgick Zvonimir Serdarušić från uppdragen som huvudtränare för både Sloveniens herrlandslag och RK Celje.
Under våren 2014 och hela säsongen 2014–2015 var han huvudtränare för franska Pays d'Aix UC, innan han i juli 2015 värvades av storsatsande Paris Saint-Germain HB. I september 2015 värvades Sveriges förbundskapten Staffan Olsson som assisterande tränare. Olsson har även spelat under Zvonimir Serdarušićs ledning, under tiden i THW Kiel.

## Klubbar

### Som spelare
- Velez Mostar (–1970)
- RK Bosna Sarajevo (1970–1973)
- Partizan Bjelovar (1973–1980)
- THW Kiel (1980–1981)
- Reinickendorfer Füchse (1981–1984)

### Som tränare
- Velez Mostar (1984–1986)
- Mehanika Metković (1986–1989)
- VfL Bad Schwartau (1989–1990)
- SG Flensburg-Handewitt (1990–1993)
- THW Kiel (1993–2008)
- Sloveniens herrlandslag (2009–2010)
- RK Celje (Februari-november 2010)
- Pays d'Aix UC (2014–2015)
- Paris Saint-Germain HB (2015–2018)